# Wielki kanclerz
Wielki kanclerz – najwyższy zwierzchnik na uniwersytecie katolickim. Wykonuje nad uniwersytetem władzę kościelną, będąc łącznikiem między uniwersytetem a władzą kościelną. Nie ma jednak władzy akademickiej, która jest zarezerwowana dla rektora.
Zwykle stanowisko to zajmuje biskup diecezji, na terenie której działa uczelnia. W przypadku uniwersytetów prowadzonych przez instytucję kościelną (prałaturę, zakon) jest to jej przełożony – na przykład wielkim kanclerzem Uniwersytetu Nawarry jest prałat Opus Dei.

## W Polsce
- Funkcję wielkiego kanclerza Uniwersytetu Kardynała Stefana Wyszyńskiego w Warszawie pełni ks. arcybiskup dr Adrian Józef Galbas SAC[1].
- Wielkim kanclerzem Katolickiego Uniwersytetu Lubelskiego Jana Pawła II jest arcybiskup Stanisław Budzik[2].
- Na Uniwersytecie Papieskim Jana Pawła II w Krakowie wielkim kanclerzem jest arcybiskup Marek Jędraszewski[3].
- Na Wydziale Teologicznym UMK  w Toruniu Wielkim Kanclerzem jest ks. bp prof. Wiesław Śmigiel[4].
- Na Wydziale Teologii Uniwersytetu Warmińsko - Mazurskiego w Olsztynie Wielkim Kanclerzem jest ks. abp dr Józef Górzyński[5].